# Gros-Morne (Martinica)
Gros-Morne é uma comuna francesa no departamento ultramarino da Martinica. Estende-se por uma área de 54.25 km², e possui 9.755 habitantes, segundo o censo de 2018, com uma densidade de 180 hab/km².